# هانس کروگر
هانس کروگر (انگلیسی: Hans Krueger; ۱ ژوئیهٔ ۱۹۰۹ – ۸ فوریهٔ ۱۹۸۸) گشتاپو در زمان اشغال لهستان (۱۹۳۹–۱۹۴۵) توسط آلمان بود.